# أكيرا شوجي
كريستيان (باليابانية: 小路晃؛ مواليد 31 يناير 1974) هو مُقاتل فنون قتالية مختلطة ياباني مْعتزل.

## وصلات خارجية
- أكيرا شوجي على موقع شيردوغ (الإنجليزية)
- أكيرا شوجي على موقع Tapology.com (الإنجليزية)
- أكيرا شوجي على موقع CageMatch worker (الإنجليزية)
- أكيرا شوجي على موقع قاعدة بيانات المصارعة على الإنترنت (الإنجليزية)
- أكيرا شوجي على موقع IMDb (الإنجليزية)